# مازوخ فاند

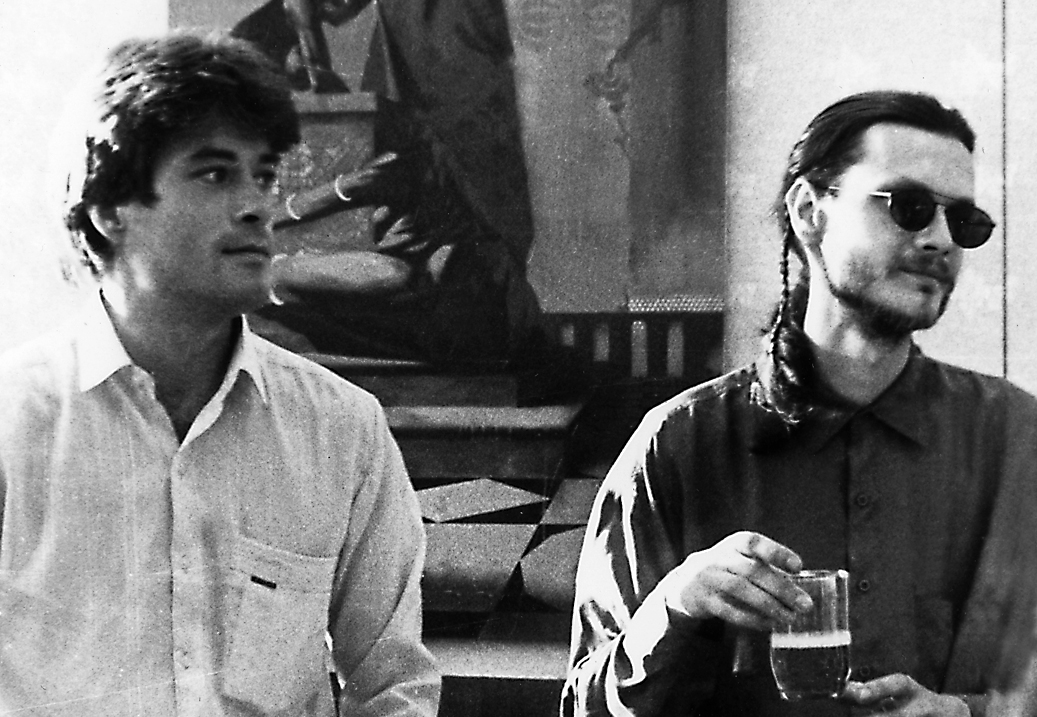
ایهور دیوریچ و ایهور پودولچاک در مهمانی ارائه. لویو، ۱۹۹۲ م.

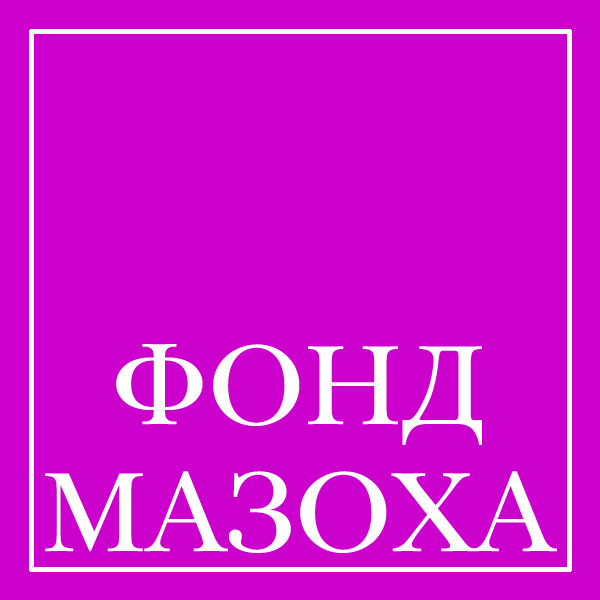
نشانه‌ی مازوخ فاند

مازوخ فاند یک انجمن هنری است که توسط رومن ویکتیوک، ایهور پودولچاک و ایهور دایوریچ در سال ۱۹۹۱ میلادی در شهر لویو در اوکراین تأسیس شد. فعالیت هنری این انجمن با هنر کنشی در اروپا و نظریه زیبایی‌شناسی ارتباطی از نیکولاس بوریاد مرتبط است. نام این انجمن به افتخار لئوپولد فون زاخر-مازوخ نام گذاری شده‌است که بر حوزه‌های حاشیه‌ای در فرهنگ و جامعه و همچنین بر محلی بودن این شخصیت تأکید می‌کند. (زاخر مازوخ در شهر لویو به دنیا آمده‌است)
ایدئولوژی بنیادین مازوخ فاند بر «زیبایی‌شناسی در مقابل اخلاقیات» استوار است. پودولچاک و دایوریچ را استادان در برانگیختگی جزییاتی کاملاً دقیق نامیده‌اند. مازوخ فاند تفکر فتیشیستی در جامعه مدرن را آشکارسازی و نقد می‌کند و مرزهای بنیادین در هنر معاصر را در بوتهٔ آزمایش قرار می‌دهد.
مازوخ فاند بر زمینهٔ اقتصادی، سیاسی و اجتماعی در جامعه اوکراین تمرکز دارد. برخلاف دیگر هنرمندان کنشی که بر تجارب شخصی خود تأکید می‌کنند (مانند مارینا آبراموویچ) یا اینکه نفوذناپذیری مرموزی در آثارشان دیده می‌شود (مانند اکشنیسم وینی) مازوخ فاند بر کنشگری نقش مخاطب تأکید می‌کند. این انجمن با آثار گروه هنرمندان اسلوونیانی IRWIN، گروه هنرمندان دانمارکی سوپرفلکس و اسوتلنا هگر و پلمن دیاناو به بهترین وجه قابل قیاس هستند.
بین سالهای ۲۰۰۶ تا ۲۰۱۰، مازوخ فاند با مشمولیت در یک کمپانی تولیدی فرعی به نام ام. اف فیلمز فیلمهای ندیمه‌ها و دلیریوم را تولید کرد.

## آثار برگزیده

### هنر در فضا (۱۹۹۳ م)

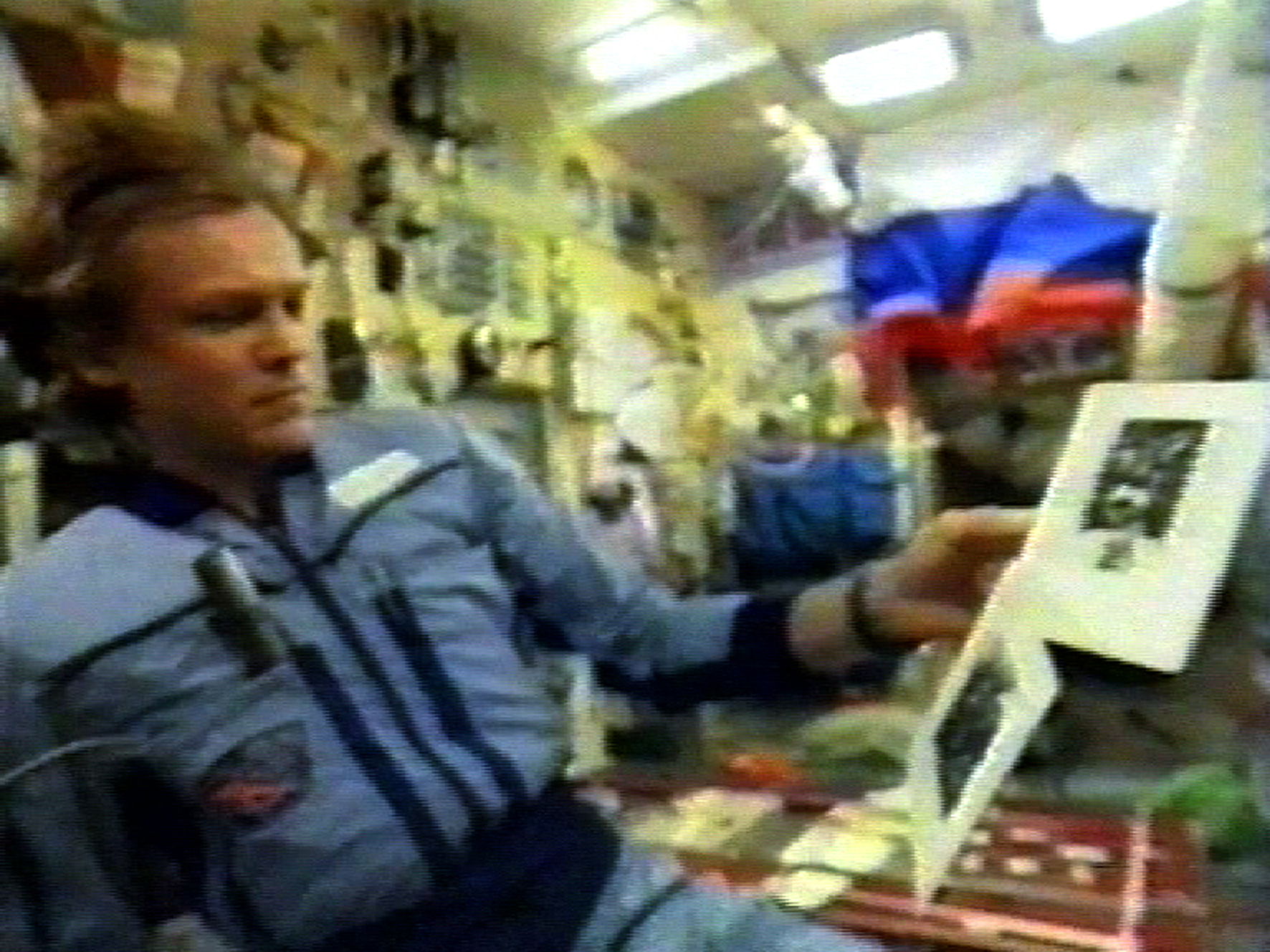
نمایشگاه انفرادی ایهور پودولچاک. ایستگاه فضایی میر، ۱۹۹۳ م.

این پروژه شامل دو مرحله بود. اولین مرحله، نمایشگاهی انفرادی از ایهور پودولچاک در ماورای جو بود. این نمایشگاه بر روی برد ایستگاه فضایی میر در ۲۵ ژانویه ۱۹۹۳م. برگزار شد. پروژه در ویدیویی پنج دقیقه‌ای مستندسازی شده‌است. آثاری که به نمایش گذاشته شد شامل: بدون عنوان (۱۹۹۰) و The Look Through (۱۹۹۱) بودند. سومین اثری که قرار بود به نمایش گذاشته شود توسط دکتری از مرکز کنترل مأموریت به دلیل محتوای شهوانی رد شد. مرحله دوم پروژه شامل ارسال کتاب هنری پودولچاک به نام یاکوب بومه به ایستگاه فضایی و قرار دادن آن در مدار بود. به عقیده نویسندگان، این کتاب روی مدار می‌توانست اولین «آرت-یفیشال» ماهواره‌ای زمین باشد. مشکلات فنی در ایستگاه فضایی میر در اواخر دهه ۱۹۹۰م. مانع از تحقق بخش دوم این پروژه شد. پروژهٔ هنر در فضا موضوع وجود یک اثر هنری خارج از بستر فرهنگی را مطرح می‌کند و تا حدودی خواستار تجدید نظر در معیارهای سنجش هنری است.

### آرامگاهی برای رئیس‌جمهور (۱۹۹۴ م)

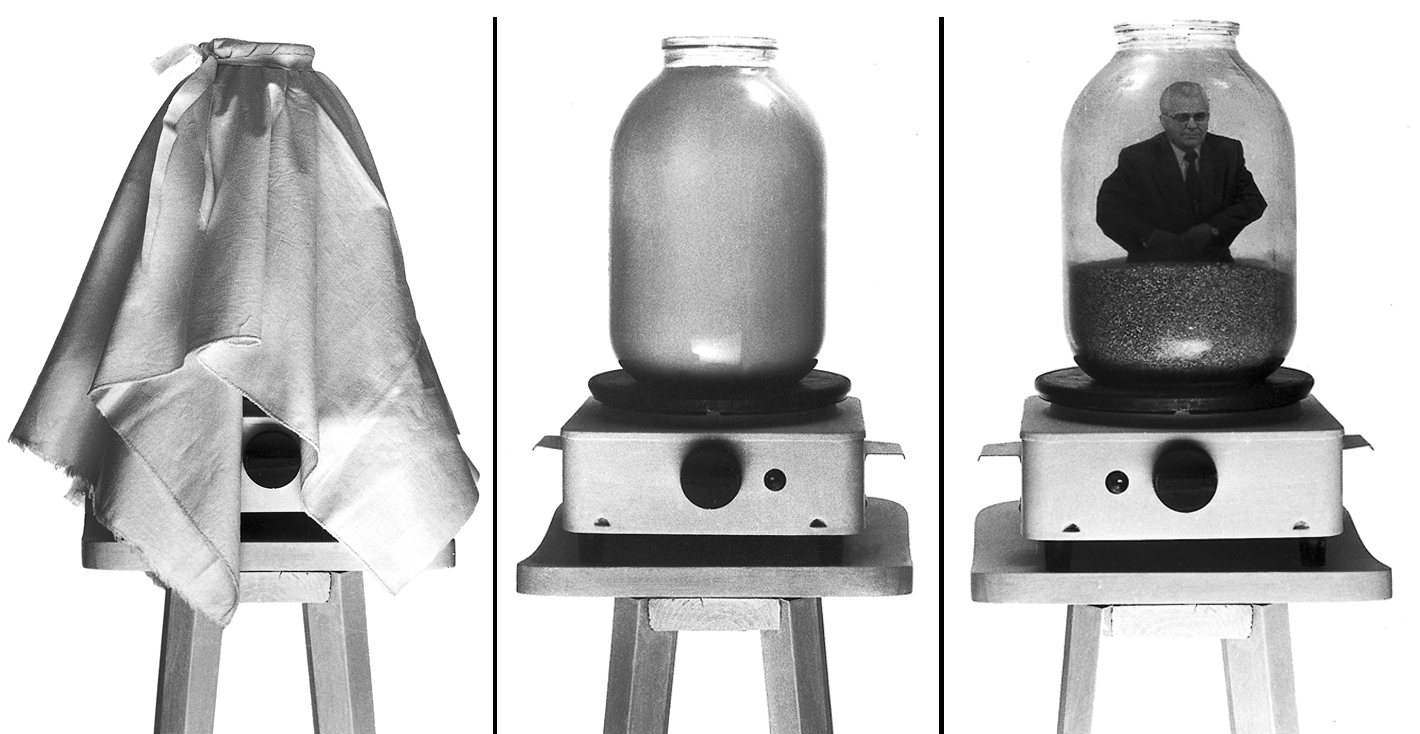
آرامگاهی برای رئیس‌جمهور، شیء هنری، ۱۹۹۴ م.

این اثر از یک شیشه مربای پر از چربی خوک و تکه‌های گوشت خوک، یک اجاق بشقابی الکتریکی و عکسی از اولین رئیس‌جمهور اوکراین، لئونید کراوچوک آغشته به چربی خوک، تشکیل شده بود. به واسطه داغ شدن اجاق، چربی خوک شروع به ذوب شدن می‌کرد و تصویر رئیس‌جمهور (مومیایی) از میان لایه‌های چربی نمایان می‌شد.«آرامگاهی برای رئیس‌جمهور» قبل از انتخابات ریاست جمهوری ساخته و اجرا شد. این اثر دوره «رمانتیک» در تاریخ مدرن استقلال اوکراین را به‌طور مختصر بیان می‌کند و مظهری از آزادی مردم اوکراین از محدودیتهای فکریست که مانع بر دستیابی آنها به استقلال واقعی می‌شود. موضوع آرامگاه تحریکی بود که بر تشابهات تاریخی و گمانه زنی‌های سیاسی دلالت داشت. این اثر جستجویی در باب یک دستورالعمل ملی برای مومیایی کردن بود (چربی خوک و گوشت خوک «اشیای زینتی توتمیک» اوکراینی هستند).

### نقطه اوج (۱۹۹۴ م)
ایده این پروژه در طی دیداری که ایهور پودولچاک و ایهور دایوریچ با جورج سوروس در راستای ملاقاتی که با هنرمندان اوکراینی داشت مطرح شد. به سوروس پیشنهاد شد تا یک هرم یخی ۴۰ متری بالای کوه اورست ساخته شود. در نتیجه، بلندترین قله روی زمین به صورت نمادین به ۸۸۸۸ متر می‌رسد - عدد چهار نماد بی‌نهایت و نشان دهنده آرزوهای انسان گرایانه بشر است. با این حال، سوروس با طنز و شوخی این پروژه را رد کرد.

### روز پیروزی مبارک آقای مولر! (۱۹۹۵ م)

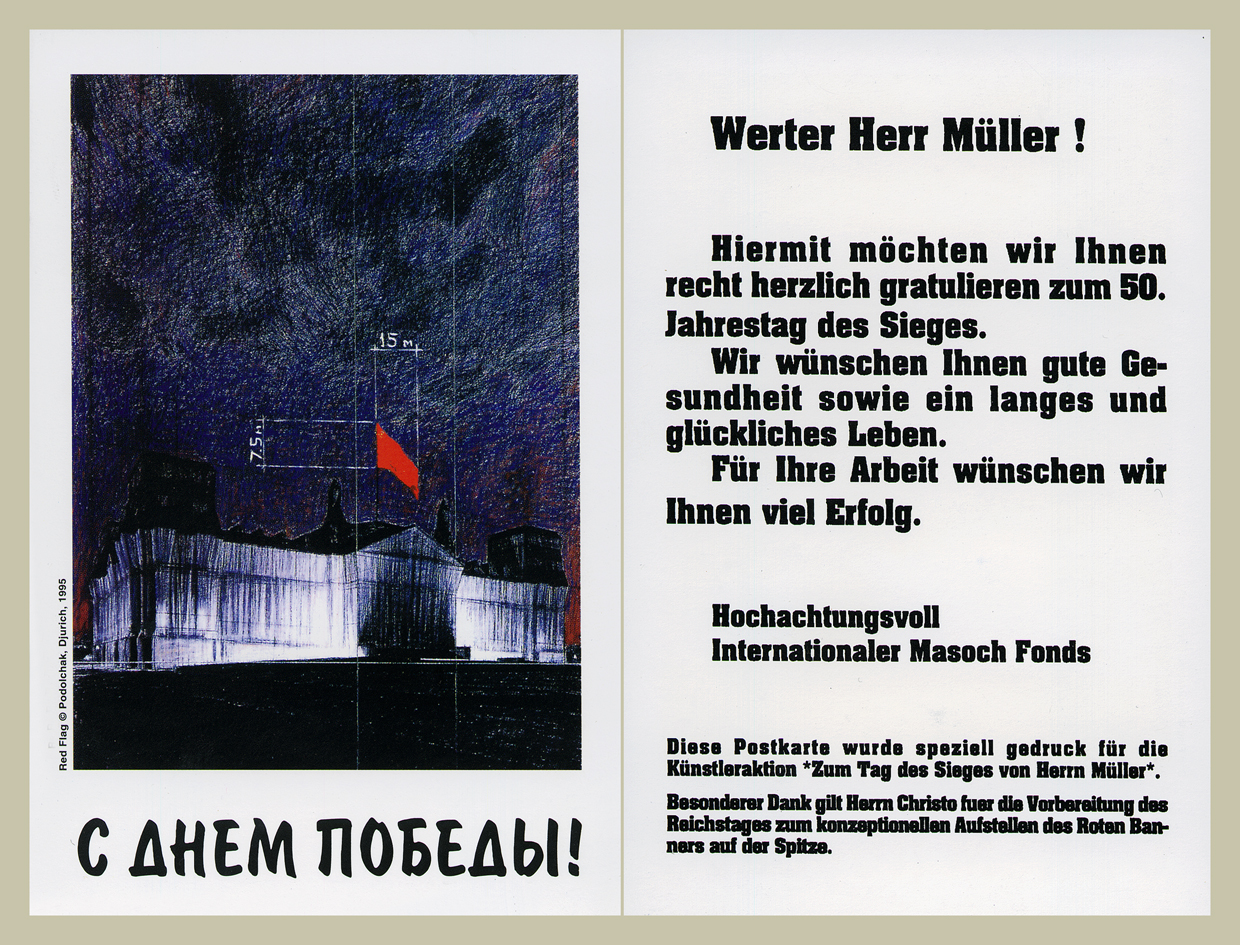
کارت پستال روز پیروزی مبارک آقای مولر!

(آلمانی: Zum Tag des Sieges von Herrn Muller) در ۸ ماه می ۱۹۹۵م. در سالگرد پایان جنگ جهانی دوم در جبهه شرقی، ۵۵۰۰ مولر (از اسامی خانوادگی پرکاربرد و نمادین در آلمان) که در برلین زندگی می‌کردند کارت پستالی از مازوخ فاند دریافت کردند که در آن نوشته شده بود «روز پیروزی مبارک آقای مولر!». کارت پستالها تصویری از رایشیس‌تاگ با پرچمی قرمز (به عنوان نمادی از شروع و پایان پنجاه سال تاریخ پساجنگ) که در آن کریستو و ژان کلود در سال ۱۹۹۵م. آن را به مثابهٔ یک کالای سوپرمارکتی پارچه پیچ کرده بودند را نشان می‌داد. این پروژه اثری ساختارشکن از تصویر «برنده و بازندهٔ جنگ» در جنگ جهانی دوم بود. در سال ۱۹۹۵، آلمان از نظر اقتصادی و سیاسی به یک کشور قدرتمند تبدیل شده بود، در حالی که اتحاد جماهیر شوروی که به ظاهر در جنگ پیروز شده بود، دیگر حتی وجود نداشت.

### آخرین قتل‌عام یهودیان (۱۹۹۵ م)

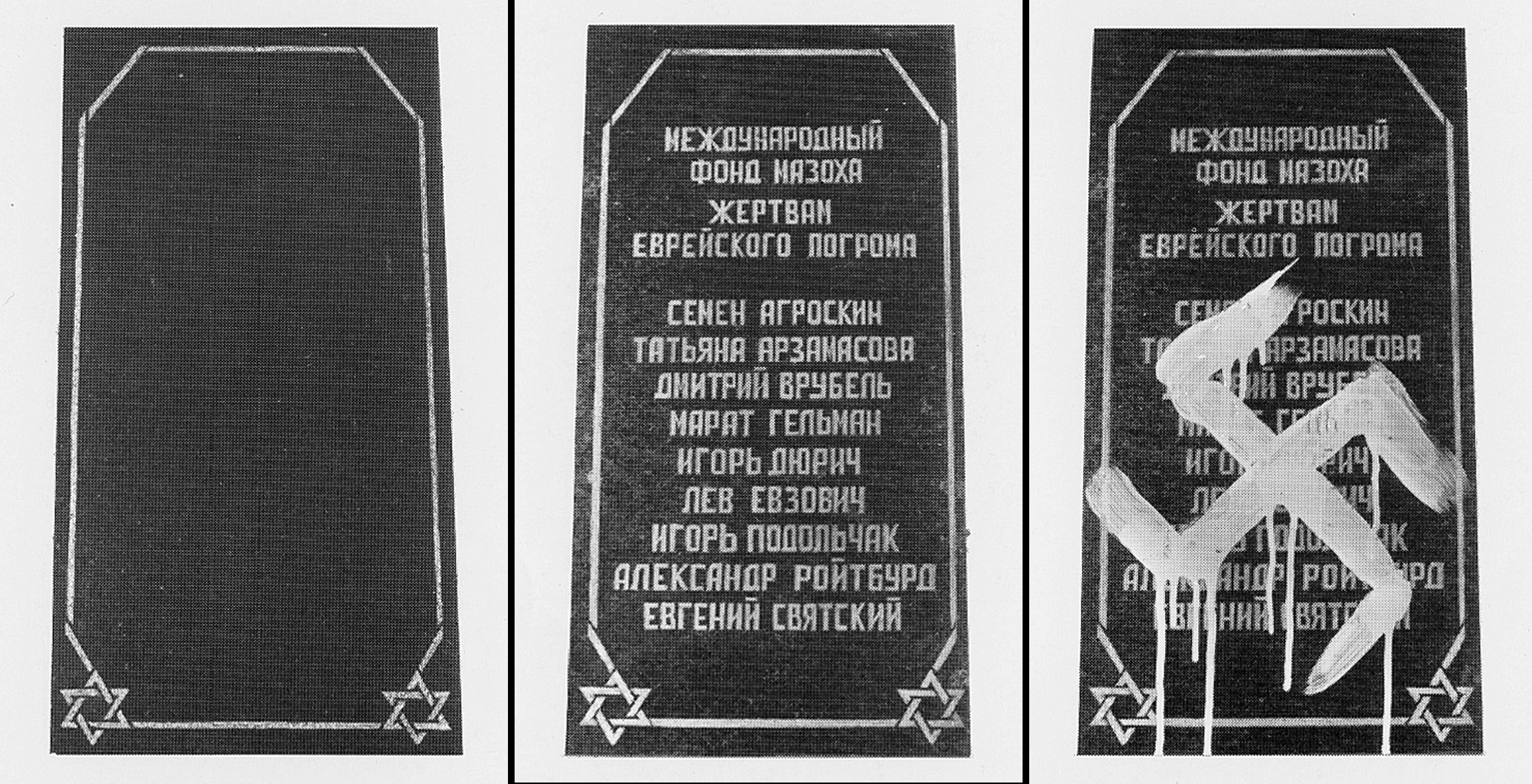
آخرین قتل‌عام یهودیان. شیء هنری، ۱۹۹۵ میلادی

آخرین قتل‌عام یهودیان نه به عنوان یک پروژه هنری، بلکه به عنوان یک رویداد واقعی معرفی شده‌است. هر تماشاچی به عنوان شرکت کننده در این رویداد باید بین دو نقش قربانی یا قاتل یکی را انتخاب می‌کرد. در این رویداد قتل‌عام واقعی اتفاق نیفتاد بلکه «قربانیان» طبق قوانینی که در قلمروی قاتلان وجود داشت، شماره‌گذاری و بسته می‌شدند و نباید کارهایی از قبیل ترک اتاق، و نوشیدن مشروب و غیره را انجام می‌دادند و «قاتلان» هنگام ورود یک شات ودکا دریافت می‌کردند. اکثر شرکت کنندگان، نقش قربانی را انتخاب کردند. سپس مازوخ فاند یک مزایده ترتیب داد و «قاتلان» به «شیندلر» (ارجاع به اسطوره اسکار شیندلر) تبدیل شدند و برای آزادی «قربانیان» باج می‌دادند. این اقدام مسئلهٔ مسئولیت در انتخاب و امنیت فضای هنری را مطرح می‌کرد.

### آخرین تور کنسرت در اوکراین (۲۰۰۰ م)
روزی که بیل کلینتون قرار بود در شهر کیف سخنرانی کند، مازوخ فاند در اطراف شهر پوسترهای تبلیغاتی با عنوان «آخرین تور کنسرت در اوکراین» در حالی که رئیس‌جمهور ساکسوفون می‌نواخت می‌چسباندند تور رسمی رئیس‌جمهور یک کشور خارجی به تور کنسرت یک نوازنده با درجه متوسط تقلیل پیدا کرده بود.

### بهترین هنرمندان قرن بیستم (۲۰۰۱ م)

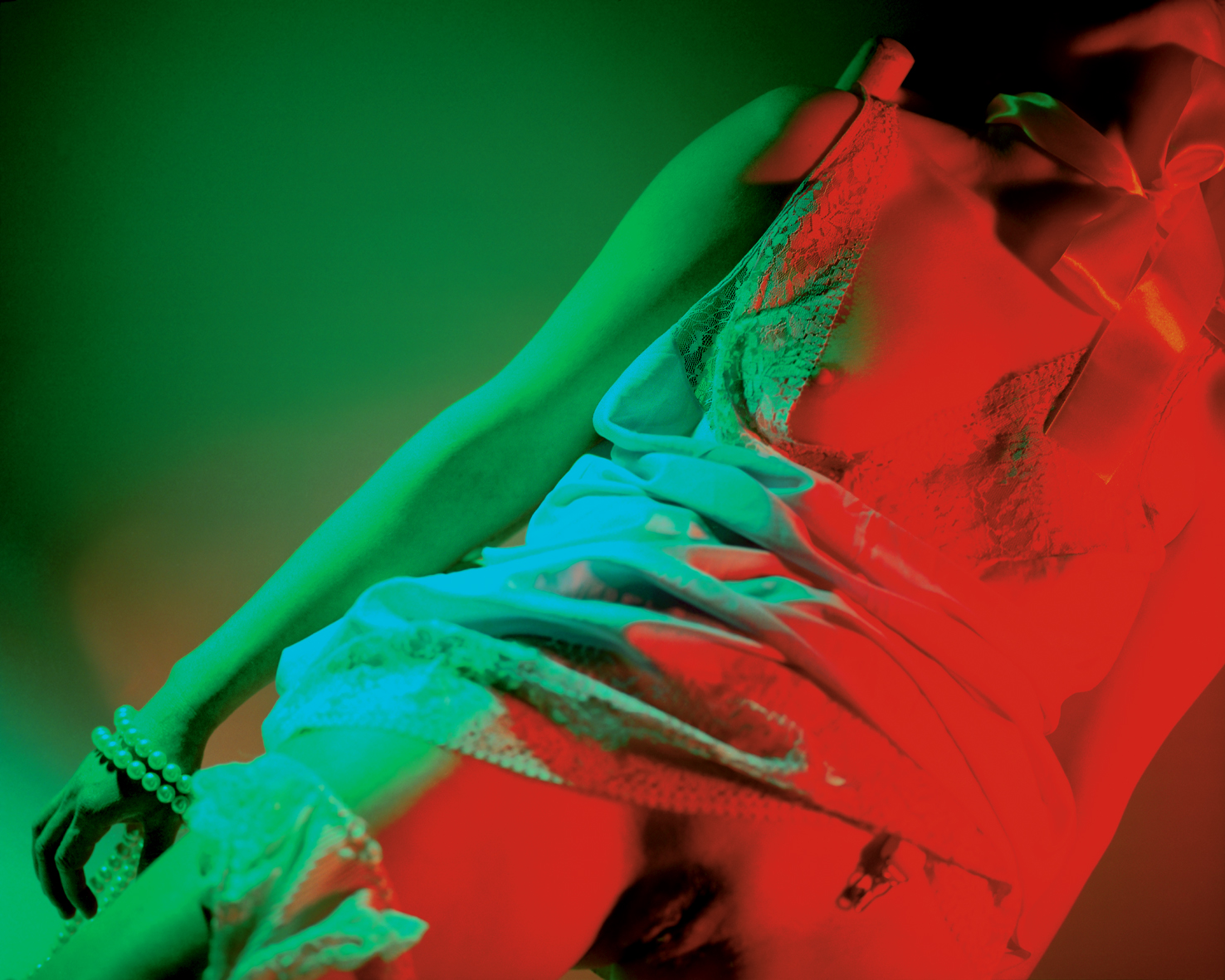
ایهور پودولچاک. "دی سالوو. طبیعت بی جان". عکس رنگی ۷۰*۱۰۰ سانتی‌متر. ۲۰۰۱. از پروژه هنری "بهترین هنرمندان قرن بیستم"

کیوریتور: جرزی اونچ. از میان بهترین هنرمندان قرن، آثاری خیالی و جعلی از سیاستمداران (آدولف هیتلر - چیدمان‌ها، اکشن ها؛ مائو تسه تونگ - اکشن‌ها، هنر ویدیویی؛ نیکیتا خروشچف - هنر خاکی، اکشن ها؛ کیم ایل سونگ - سلف پرتره‌ها). دانشمندان (زیگموند فروید – ویدئو آرت)؛ جنایتکاران (بانی و کلاید - آلبوم عکس عروسی؛ آل کاپون - "هنر راکت" و غیره) به نمایش گذاشته شدند. همه شرکت کنندگان در این نمایشگاه نه تنها شبه-آثار هنریشان (که در واقع توسط پودولچاک خلق شده بودند) به نمایش درآمدند، بلکه برند محصولات شخصی آنها نیز (صدام حسین - عطرها، اولریکه ماینهوف -شرکت بیمه و غیره) وجود داشت. این پروژه از مازوخ فاند، به عنوان اولین نمایشگاهی از اوکراین در دوسالانه ونیز ۲۰۰۱ انتخاب شد. پس از مداخله معاون نخست‌وزیر اوکراین میکولا ژولینسکی، این پروژه لغو شد.

### از مازوخ فاند به مردم اوکراین (۲۰۰۵ م)
این پروژهٔ مفهومی، چند سناریوی احتمالی برای پیشرفت و توسعهٔ اوکراین را ارائه می‌دهد که عبارت بودند از: «اوکراین زیبا»، «اوکراین مازوخیستی»، «اوکراین حاشیه‌ای»، «اوکراین آمریکایی»، «اوکراین چندسالاری» و «اوکراین تجاری». به عنوان نمونه، سناریوی «اوکراین حاشیه ای» به بسته شدن مرزهای کشور، لغو روابط دیپلماتیک با همه کشورها، تجدید قدرت هسته ای دولت، انحلال ارگان‌های دولتی و تجزیه شهرها به روستاها اشاره داشت. این پروژه پیشنهاد می‌کرد که با انتخاب یکی از پروژه‌های مازوخ فاند یک همه‌پرسی برگزار شود و مسیر اصلی توسعه کشور مشخص شود.